# Tomasz Barniak
Tomasz Barniak, född 6 mars 1995, är en polsk kanotist.

## Karriär
Barniak började paddla 2005 i Wegorzewo. 2017 tog han guld tillsammans med Piotr Kuleta,
Wiktor Głazunow och Marcin Grzybowski i C-4 1000 meter vid EM i Plovdiv. Under året tog de även ett silver vid VM i Račice.
Vid olympiska sommarspelen 2020 i Tokyo tävlade Barniak tillsammans med Wiktor Głazunow i C-2 1000 meter och de slutade på sjunde plats. Vid VM i Köpenhamn 2021 tog han silver tillsammans med Wiktor Głazunow i C-2 1000 meter.

## Tävlingar
Polska mästerskapen i kanotsport
- Bydgoszcz 2013 – 1 medalj[6]
  - Brons: C-1 200 m
- Poznań 2014 – 3 medaljer[7]
  - 2 guld: C-2 500 m, C-2 1000 m
  - Brons: C-1 200 m
- Poznań 2015 – 1 medalj[8]
  - Silver: C-2 1000 m
- Poznań 2016 – 4 medaljer[9]
  - 3 guld: C-2 200 m, C-2 500 m, C-2 1000 m
  - Brons: C-1 200 m
- Poznań 2017 – 3 medaljer[10]
  - 3 guld: C-2 200 m, C-2 500 m, C-2 1000 m
- Poznań 2018 – 4 medaljer[11]
  - Guld: C-2 1000 m
  - Silver: C-2 200 m
  - 2 brons: C-1 200 m, C-2 500 m
- Poznań 2019 – 3 medaljer[12]
  - 2 guld: C-2 500 m, C-2 1000 m
  - Silver: C-2 200 m
- Poznań 2020 – 4 medaljer[13]
  - Guld: C-2 200 m mixed
  - Silver: C-2 1000 m
  - 2 brons: C-2 200 m, C-2 500 m
- Bydgoszcz 2021 – 5 medaljer[14]
  - 2 guld: C-4 500 m, C-4 1000 m
  - 2 silver: C-2 1000 m, C-2 200 m mixed
  - Brons: C-1 500 m